# Suzanne Lloyd
Pour les articles homonymes, voir Lloyd.

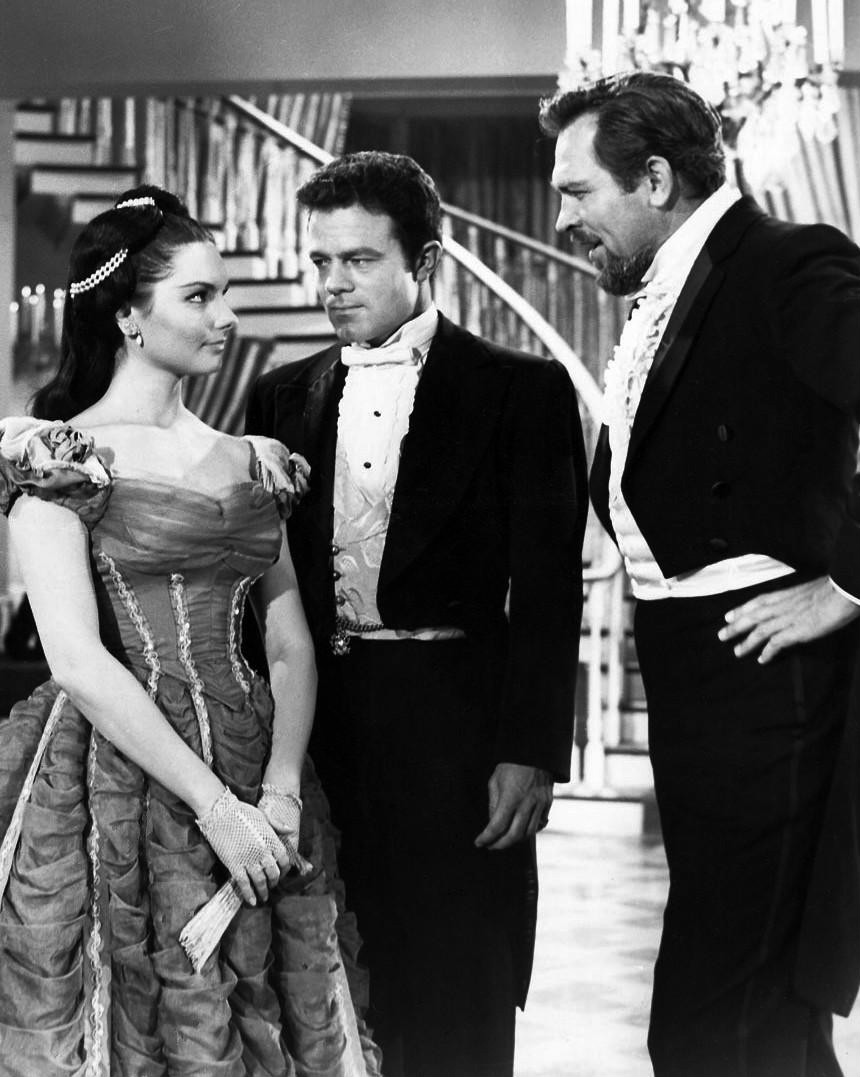
Avec Jack Ging (au centre) et Howard Keel, dans l'épisode Casket 7.3 de la série Tales of Wells Fargo (1961, photo promotionnelle)

Suzanne Lloyd est une actrice canadienne, née le 11 novembre 1934 à Toronto (Ontario).
Elle ne doit pas être confondue avec l'actrice britannique Sue Lloyd.

## Biographie
Partageant une assez courte carrière à l'écran entre les États-Unis et le Royaume-Uni, Suzanne Lloyd apparaît au cinéma dans seulement six films. Les deux premiers sont Les Sept Chemins du couchant d'Harry Keller (western américain avec Audie Murphy et Barry Sullivan) et Pepe de George Sidney (film musical américano-mexicain avec Cantinflas et Dan Dailey), tous deux sortis en 1960.
Suivent trois films britanniques, avant une ultime prestation dans le film français Le Scandale de Claude Chabrol, avec Maurice Ronet et Anthony Perkins, sorti en 1967.
Suzanne Lloyd s'illustre surtout à la télévision et contribue à quarante-huit séries (dont plusieurs dans le domaine du western), américaines ou britanniques, diffusées entre 1958 et 1968. Mentionnons Zorro (sept épisodes, 1958-1961, avec Guy Williams dans le rôle-titre), la première série Chapeau melon et bottes de cuir (un épisode, 1965, avec Patrick Macnee et Diana Rigg), ou encore Le Saint (six épisodes, 1964-1968, avec Roger Moore dans le rôle-titre).
Elle tient son dernier rôle au petit écran dans le téléfilm américano-britannique Mousey de Daniel Petrie, avec Kirk Douglas et Jean Seberg, diffusé en 1974, après lequel elle se retire définitivement.

### Vie personnelle
Elle a une fille actrice, Tracey E. Bregman.

## Filmographie

### Au cinéma (intégrale)
- 1960 : Les Sept Chemins du couchant (Seven Ways from Sundown) d'Harry Keller (film américain)
- 1960 : Pepe de George Sidney (film américano-mexicain)
- 1964 : Who Was Maddox ? de Geoffrey Nethercott (film britannique)
- 1965 : The Return of Mr. Moto d'Ernest Morris (film britannique)
- 1966 : That Riviera Touch de Cliff Owen (film britannique)
- 1967 : Le Scandale de Claude Chabrol (film français)

### À la télévision (sélection)
(séries, sauf mention contraire)
- 1958-1961 : Zorro
  - Saison 1, épisode 24 Le Nouveau Commandant (The New Commandante, 1958) de Norman Foster, épisode 25 Le Renard contre le loup (The Fox and the Coyote, 1958) de Norman Foster, épisode 27 Les Complices de l'aigle noir (The Eagle's Brood, 1958) de Norman Foster et Charles Barton, épisode 28 Zorro par intérim (Zorro by Proxy, 1958) de Charles Barton, épisode 29 Quintana fait un choix (Quintana Makes a Choice, 1958) de Charles Barton, et épisode 30 Zorro met le feu aux poudres (Zorro Lights a Fuse, 1958) de Charles Barton : rôle de Raquel Toledano
  - Hors saison, épisode 4 Une vieille connaissance (Auld Acquaintance, 1961) de James Neilson
- 1959 : Première série Mike Hammer (Mickey Spillane's Mike Hammer)
  - Saison 2, épisode 1 Baubles, Bangles and Blood
- 1959 : Rawhide
  - Saison 1, épisode 2 Le Trouble-fête (Incident at Alabaster Plain) de Richard Whorf
- 1959 : La Quatrième Dimension (The Twilight Zone)
  - Saison 1, épisode 9 La Poursuite du rêve (Perchant to Dream) de Robert Florey
- 1959 : Bonne chance M. Lucky (Mr. Lucky)
  - Saison unique, épisode 9 A Business Measure de Boris Sagal
- 1959-1960 : Law of the Plainsman
  - Saison unique, épisode 4 The Hostiles (1959) de Don Medford et épisode 28 Jeb's Daughter (1960)
- 1959-1960 : 77 Sunset Strip
  - Saison 2, épisode 9 The Widow and the Web de George Waggner (1959) et épisode 29 Stranger Than Fiction (1960) de George Waggner
- 1959-1960 : Sugarfoot
  - Saison 3, épisode 4 The Gitanos (1959) de Leslie Goodwins
  - Saison 4, épisode 4 Welcome Enemy (1960)
- 1959-1961 : Maverick
  - Saison 3, épisode 12 Trooper Maverick (1959) de Richard L. Bare
  - Saison 4, épisode 22 Last Stop : Oblivion (1961)
- 1959-1961 : Gunsmoke
  - Saison 5, épisode 1 Target (1959) d'Andrew V. McLaglen
  - Saison 6, épisode 24 Harriet (1961)
- 1960 : Bat Masterson
  - Saison 2, épisode 24 Three Bullets for Bat
- 1961 : Bonanza
  - Saison 2, épisode 18 The Bride d'Alvin Ganzer
- 1961 : Première série Perry Mason
  - Saison 4, épisode 21 The Case of the Difficult Detour
- 1961 : Tales of Wells Fargo
  - Saison 6, épisode 1 Casket 7.3 de Jerry Hopper
- 1962 : Échec et mat (Checkmate)
  - Saison 2, épisode 25 Ride a Wild Horse
- 1963 : Laramie
  - Saison 4, épisode 25 Edge of Evil
- 1965 : Première série Chapeau melon et bottes de cuir (The Avengers)
  - Saison 4, épisode 7 Cœur à cœur (The Murder Market) de Peter Graham Scott
- 1964-1968 : Le Saint (The Saint)
  - Saison 2, épisode 19 Luella (1964) de Roy Ward Baker et épisode 23 Recel de bijoux (The High Fence, 1964) de James Hill
  - Saison 3, épisode 5 Révolution (The Revolution Racket, 1964)
  - Saison 5, épisode 8 La Fête romaine (The Man Who Liked Lions, 1966) et épisode 21 Dalila a disparu (Simon and Delilah, 1967) de Roy Ward Baker
  - Saison 6, épisode 8 La Vengeance (The Time to Die, 1968) de Roy Ward Baker
- 1974 : Mousey, téléfilm de Daniel Petrie